# Bělgorodská gubernie

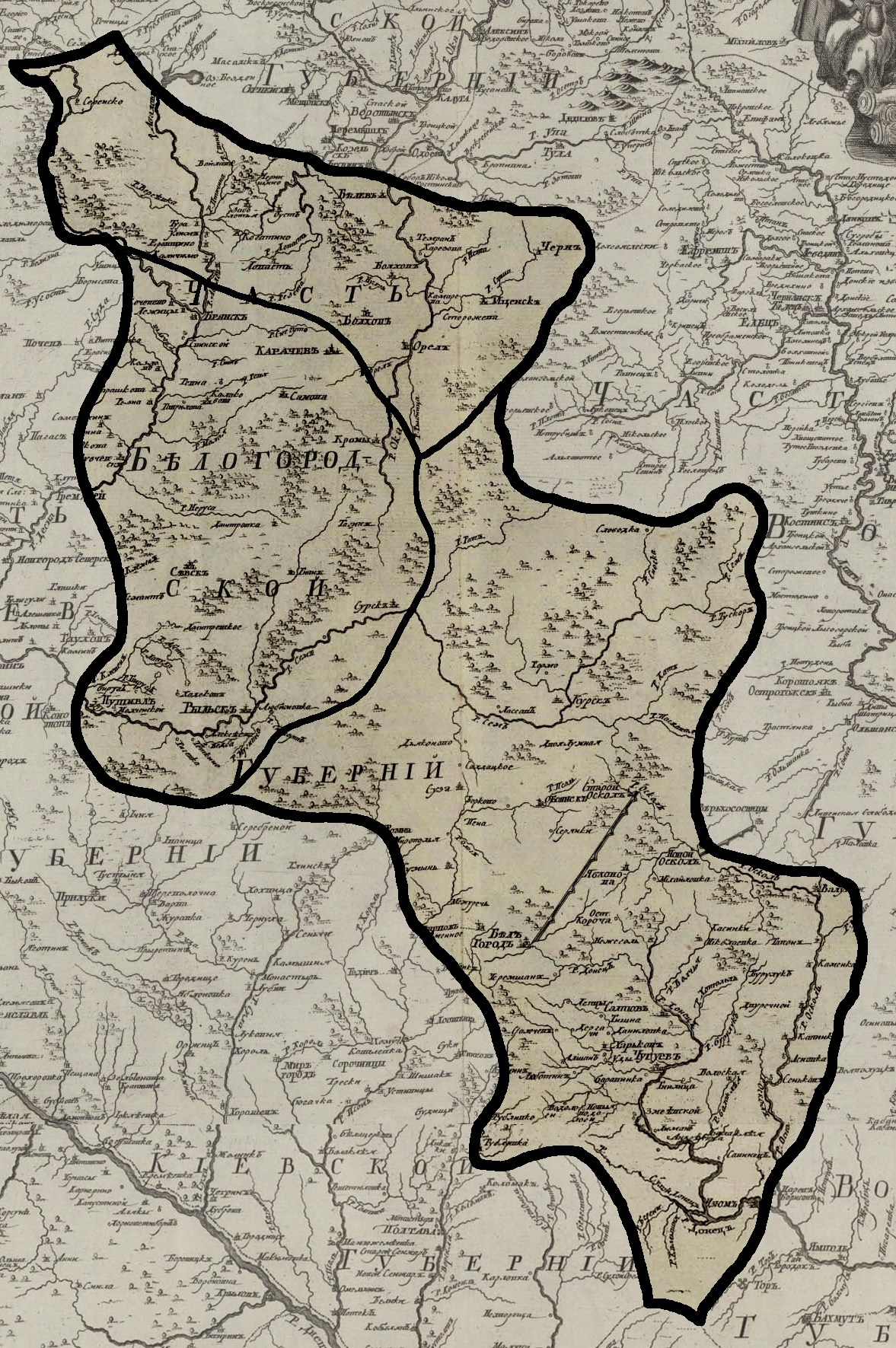
Mapa gubernie z roku 1745

Bělgorodská gubernie (rusky Белгородская губерния) byla jedna z gubernií carského Ruska v letech 1727–1779 vytvořená ze tří provincií – Orlovské, Sevské a Belgorodské. Po jejím rozpadu na základě nařízení Kateřiny II. se jí administrativní centrum stalo součástí Kurské gubernie. Správním centrem gubernie byl Bělgorod.